# Windpark Indeland
Der Windpark Indeland oder Indeland-Windpark (Eigenbezeichnung des Betreibers: indeland-Windpark Eschweiler) befindet sich im nördlichen Stadtgebiet von Eschweiler in Nordrhein-Westfalen. Er besteht aus 13 Windkraftanlagen des Herstellers Senvion und wurde im Laufe des Jahres 2017 auf rekultiviertem Gelände des ehemaligen Tagebaus Zukunft errichtet.

## Lage
Der Windpark besteht auf zwei räumlich getrennten Bereichen an der nördlichen Stadtgrenze von Eschweiler in der Städteregion Aachen. Westlich grenzt Alsdorf mit dem Ortsteil Warden, nördlich die Gemeinde Aldenhoven an das Gebiet. Nächstgelegene Stadtteile Eschweilers sind Hehlrath, Dürwiß und Fronhoven. Zwischen dem Windpark und dem Stadtteil Dürwiß liegt der Blausteinsee, ein durch Flutung des Tagebaurestlochs entstandener, künstlicher See.
Im westlichen Windparkbereich besteht ein nahtloser Übergang zum Gelände des auf Aldenhovener Gebiet befindlichen Windparks Aldenhoven mit fünf Vestas-Anlagen aus dem Jahr 2014. Nordwestlich an diesen Bereich steht außerdem eine Einzelanlage bei Weiler Langweiler.

## Geschichte
Der Windpark ist als Gemeinschaftsprojekt mehrerer Firmen realisiert worden. Zum Betrieb des Windparks wurde die RWE indeland Windpark Eschweiler GmbH ＆ Co KG gegründet, an der die RWE (vormals Innogy) mit 51 %, die EWV Energie- und Wasserversorgung aus Stolberg mit 29 % und die RurEnergie GmbH aus Düren mit 20 % beteiligt sind. Die Investitionssumme betrug etwa 62 Millionen Euro. An der Projektentwicklung mit beteiligt war außerdem die BMR energy solutions GmbH aus Geilenkirchen, die auch zahlreiche weitere Windparks in der Umgebung projektiert hat. Weitere Unterstützer des Projekts waren RWE Power und die Entwicklungsgesellschaft indeland GmbH (EwiG).
Der erste Spatenstich für den Windpark wurde am 17. Januar 2017 im westlichen Teilbereich (Gebiet "Eschweiler Nord") gesetzt. Zur Vorbereitung für den Fundamentbau musste an allen Standorten zunächst der Boden verdichtet werden, da das Gelände aus aufgeschüttetem Abraum aus dem Braunkohlentagebau besteht. Zunächst entstanden die vier Anlagen im Gebiet Eschweiler Nord, die im zweiten Quartal 2017 in Betrieb gingen.
Im östlichen Teilbereich des Windparks (Gebiet "Nördlich Fronhoven") waren ursprünglich 12 Windkraftanlagen geplant – der gesamte Park hätte somit aus 16 Windkraftanlagen bestanden. Aufgrund der Nähe zur Wohnbebauung konnten von diesen 12 Anlagen nur 9 realisiert werden, weshalb die Baugenehmigung hier erst kurz vor Weihnachten 2016 erteilt wurde. Zudem haben vier der Anlagen eine geringere Nabenhöhe von 123 m statt der bei allen Anlagen vorgesehenen 143 m, um den Flugbetrieb auf dem NATO-Flugplatz Geilenkirchen nicht zu beeinträchtigen. Die neuen Anlagen nördlich von Fronhoven gingen im Herbst 2017 in Betrieb.

## Technik
Beim im Windpark Indeland verwendeten Anlagentyp handelt es sich um das Modell Senvion 3.2M114 des deutschen Herstellers Senvion. Alle Anlagen haben eine Nennleistung von 3,2 MW bei einem Rotordurchmesser von 113 m, womit die Gesamtleistung des Windparks bei 41,6 MW liegt. Neun Anlagen haben eine Nabenhöhe von 143 m, vier eine geringere von 123 m. Die Gesamthöhe der Anlagen beträgt 200 m bzw. 180 m. Die Windenergieanlagen schließen an das Verteilnetz der Westnetz an.